# Phyllophaga munizi
Phyllophaga munizi är en skalbaggsart som beskrevs av Moron 2008. Phyllophaga munizi ingår i släktet Phyllophaga och familjen Melolonthidae. Inga underarter finns listade i Catalogue of Life.